# Roman Szergejevics Saronov
Roman Szergejevics Saronov (Moszkva, Szovjetunió, 1976. szeptember 8. –) orosz labdarúgó, aki jelenleg a Rubin Kazanyban játszik hátvédként. Az orosz válogatott tagjaként ott volt a 2004-es és a 2012-es Európa-bajnokságon.

## Pályafutása
Saronov a Lokomotyiv Moszkva második csapatánál kezdte a pályafutását 1993-ban. 1997-ben rövid időre a kínai Sanghaj Fubaóhoz igazolt, de hamar visszatért Oroszországba, a Metallurg Krasznojarszkhoz. Később játszott még a Rubin Kazanyban, a Tyerek Groznijban és a Sinnyik Jaroszlavlban. 2008-ban visszatért a Rubinhoz, ahol jelenleg is játszik.

## Válogatott
Saronov 2004-ben mutatkozott be az orosz válogatottban. Ott volt a 2004-es és a 2012-es Európa-bajnokságon is.

## Fordítás
- Ez a szócikk részben vagy egészben  a   Roman Sharonov című angol Wikipédia-szócikk fordításán alapul.  Az eredeti cikk szerkesztőit annak laptörténete sorolja fel. Ez a jelzés csupán a megfogalmazás eredetét és a szerzői jogokat jelzi, nem szolgál a cikkben szereplő információk forrásmegjelöléseként.

## Külső hivatkozások
- Adatlapja a Rubin Kazany honlapján
- Profilja a TransferMarkt.de-n